# Cornelius de Greiff

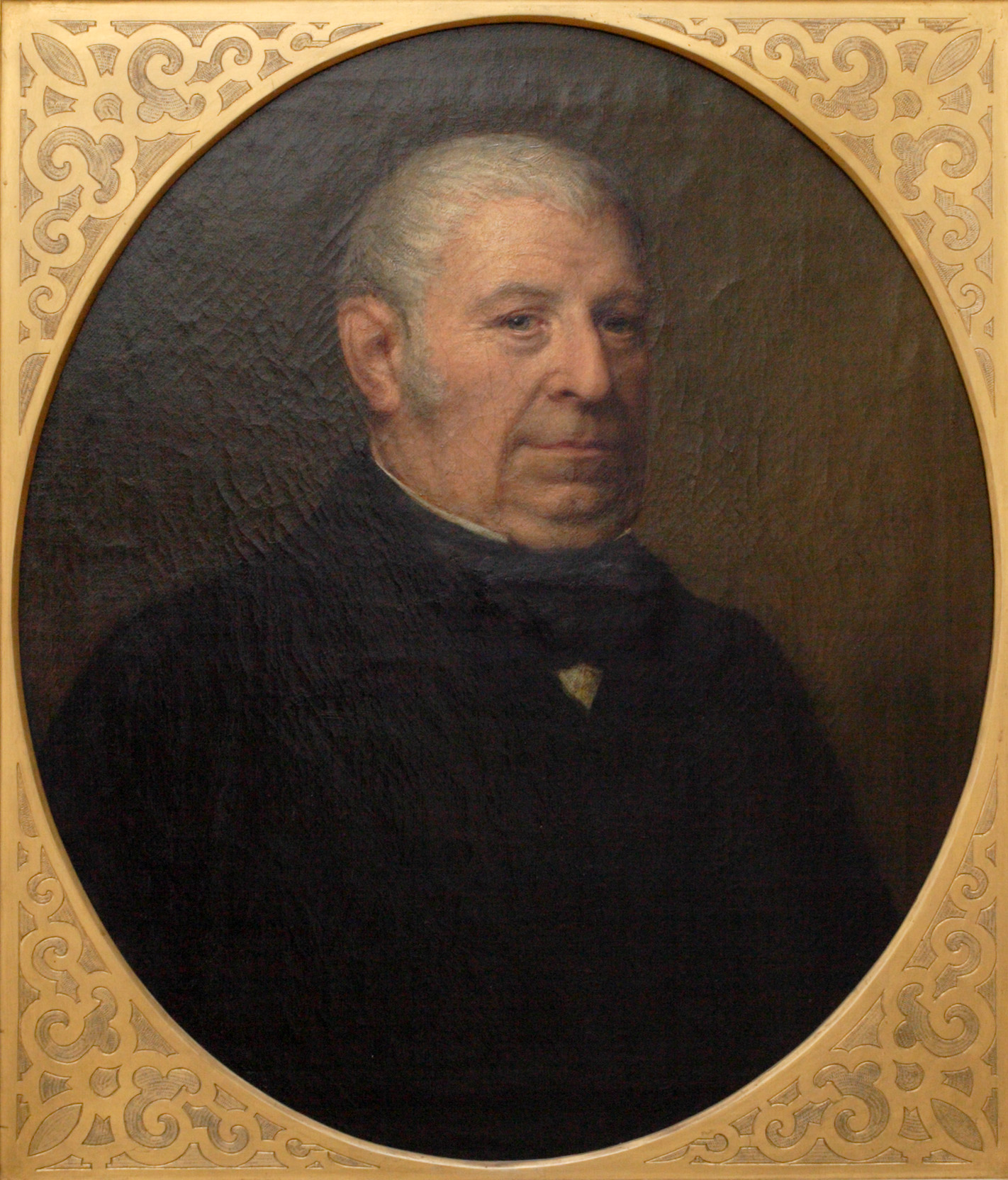
Cornelius de Greiff

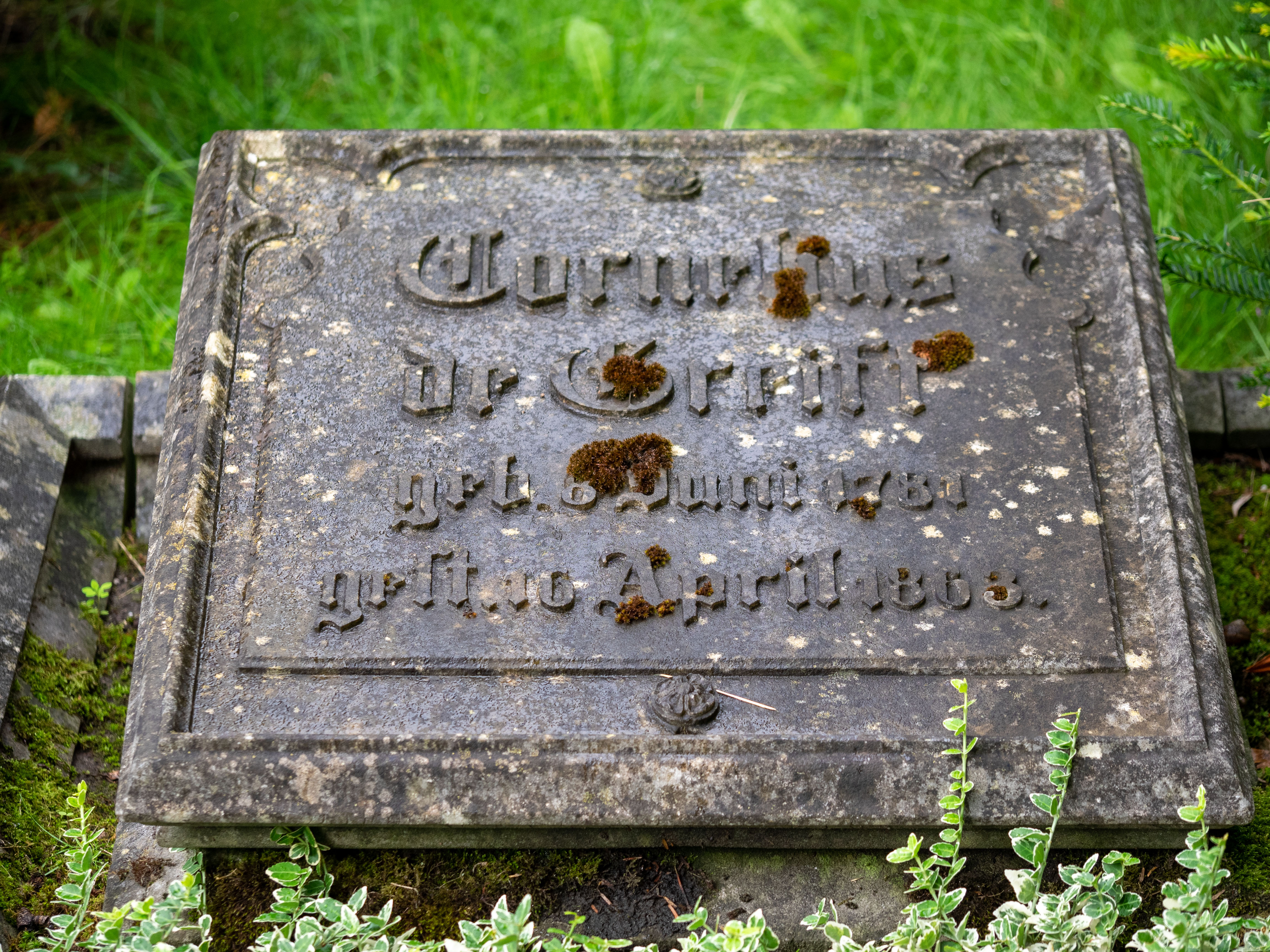
Grabstein Cornelius de Greiff (Hauptfriedhof (Krefeld))

Cornelius de Greiff (* 8. Juni 1781; † 16. April 1863) war ein Krefelder Bürger und Seidenfabrikant, der sich nach seinem Tode durch großzügige Schenkungen und Stiftungen für das Gemeinwohl der Stadt Krefeld auszeichnete.

## Familie
Der Großvater von Cornelius de Greiff, Johann Philip de Greiff, war etwa um 1730 von Nieder-Saulheim in Rheinhessen nach Krefeld gekommen. Er war zunächst im Weinhandel tätig. Sein Sohn Isaak de Greiff (* 16. November 1754 in Krefeld; † 11. August 1826 ebenda), Cornelius de Greiffs Vater, war durch die Heirat mit Anna Floh (* 23. Dezember 1753 in Krefeld; † 6. April 1832 ebenda) mit der Krefelder Seidenhandelsfamilie Floh verbunden. Isaak de Greiff war nach den Befreiungskriegen und dem Ende der napoleonischen Besatzung sieben Jahre lang Beigeordneter der Stadt gewesen. Isaak de Greiff führte das Unternehmen Cornelius und Johannes Floh gemeinsam mit seinem Freund und Schwager Gottschalk Floh, dem Sohn des Firmengründers, als Verlagsmanufaktur.

## Wappentier
Der Name de Greiff entstammt dem in der ursprünglichen Heimat der Familie heute noch vorzufindenden Namen „Degreif“. Die Betonung liegt hier auf der ersten Silbe. Erst nach der Übersiedelung nach Krefeld fand eine Silbentrennung statt, da am Niederrhein die Betonung bei „Degreif“ auf der zweiten Silbe liegt („Dejreiff“). Cornelius de Greiff fand Gefallen an der Verbindung seines Namens und dem Vogel Greif, dass er selbst das eine oder andere Bildnis eines Greifen als Schmuck für sein Haus besaß und auch als selbst ausgewähltes Wappentier führte. Auch die De-Greiff-Säule schmückte einst ein krönender Greif auf ihrer Spitze.

## Leben
Cornelius de Greiff wuchs in einer bereits sehr wohlhabenden mennonitischen Familie auf. Im Jahr 1800 wurde Cornelius getauft und ebenfalls Mitglied der Mennonitengemeinde. Sein Vater vererbte seinen Nachkommen nicht nur die Anteile an seinen Firmen, sondern auch allerhand Immobilien in Krefeld, Bockum, Oppum und Linn. Cornelius de Greiff vermachte er unter anderem den Linner Mühlenhof sowie den Hausenhof nebst Ländereien und Zubehör. Zwischen den beiden Gütern ließ Cornelius de Greiff 1838 das Garten- und Jagdschlösschen Haus Greiffenhorst mitsamt Greiffenhorstpark in der Nähe der Linner Burg errichten. Burg Linn, oder die Greiffenburg, wie man sie damals kannte, gehörte seinem Bruder Phillip, der ebenfalls über allerhand Land in Linn aus der Erbschaft seines Vaters verfügte und im Jagdschlösschen in der Vorburg mit seiner Familie wohnte.
Cornelius de Greiff beerbte seinen Vater Isaak de Greiff als Geschäftsführer der Firma Cornelius und Johannes Floh. Aufgrund von diversen Schwierigkeiten mit seinen Teilhabern strebte Cornelius de Greiff den alleinigen Besitz der Firma an, welche bis auf die Jahre 1837, 1847 und 1848 stets einen durchschnittlichen Profit von 10 Prozent erwirtschaftete. Sein Bruder Phillip de Greiff führte ebenfalls äußerst erfolgreich einen Seidenhandel in Krefeld. Die ererbten Anteile an der Firma seines Vaters verkaufte er bis etwa 1838 fast komplett an seinen Bruder Cornelius. Die Firma Cornelius und Johannes Floh beschäftigte etwa 1.000 bis 1.200 Arbeiter, in der Mehrheit wohl Seidenweber.
Zeit seines Lebens galt Cornelius de Greiff, von den Krefelder Bürgern oft nur „Knelles“ (Krefelder Mundart für „Cornelius“) genannt, als Geizkragen, Sonderling und Eigenbrötler. Er spendete in der Regel nichts, und wenn doch, dann nur kleinste Beträge. Neben seiner Tätigkeit als Seidenfabrikant war er ehrenamtlicher Handelsrichter, von 1829 bis 1836 Mitglied der Handelskammer Krefeld und Ratsherr im Städtchen Linn, seiner Wahlheimat, welches damals noch nicht zu Krefeld gehörte. Von 1830 bis 1833 war er Abgeordneter im Provinziallandtag der Rheinprovinz für den Stand der Städte und die Stadt Krefeld. Er blieb Junggeselle und führte ein zurückgezogenes, für seinen Stand angemessenes, aber bescheidenes Leben.
Erst recht spät in seinem Leben, mit 76 Jahren, beschloss Cornelius de Greiff sich in den Ruhestand zu begeben. Ab 1856 begann er mit der Liquidation seiner Firma. 1857 schrieb er auch sein Testament. Als es durch die Liquidation der Firma mehr zu verteilen gab, verfasste er 1860 und 1862 noch zwei Ergänzungen dazu.
Am 16. April 1863 starb Cornelius de Greiff nach langer Krankheit im Alter von 81 Jahren in seinem Haus an der Friedrichstraße in Krefeld. Die Beerdigung fand am 20. April 1863 um 16:30 Uhr statt. Beerdigt wurde Cornelius de Greiff auf dem alten Krefelder Friedhof, dem heutigen Stadtgarten. Seiner Familie gehörten hier 30 Begräbnisfelder.
Die Grabstelle befindet sich noch heute auf dem alten Teil des Krefelder Hauptfriedhofs (Feld C, Nr. 65–88) und wird von der Stadt Krefeld als Ehrengrab erhalten.

## Vermögen
Cornelius de Greiff hatte in Friedrich Heinrich Montandon einen absolut loyalen Buchhalter und Vertrauten, den er bis zu seinem Tode und darüber hinaus beschäftigte und auch in seinem Testament bedachte.
Montandon kannte sämtliche Privat-, Geschäfts- und Geheimkonten und wusste bestens über die finanzielle Lage des Herrn de Greiff Bescheid. Er errechnete das Barvermögen an seinem Todestag auf eine Summe von 1.348.937,16 Talern. Der Preußische Taler wurde ab 1871 durch die Mark abgelöst. Ein Taler entsprach drei Mark. Zwischen 1873 und 1899 entsprach eine Goldmark etwa 17,82 Euro. Damit wäre alleine das Barvermögen von Cornelius de Greiff zu Lebzeiten seiner Universalerbin Marianne Rhodius etwa 72.114.180,57 Euro wert. Dazu kamen Immobilien und Grundstücke. Alleine in Linn besaß Cornelius de Greiff insgesamt 429 Morgen (rund 1.095.331 m²). Nicht zu vergessen das Kontor seiner ehemaligen Firma an der Königsstraße sowie sein Privathaus an der Friedrichstraße.
Montandon kümmerte sich nach Cornelius de Greiffs Tod auch um die Geschäfte seiner Universalerbin Marianne Rhodius.

## Testament
Cornelius de Greiff verfasste drei Testamente, ein Haupttestament sowie zwei Ergänzungen.

### Testament vom 25. Februar 1857
| Mein letzter Wille, um dessen Vollziehung ich meinen lieben Bruder Philipp freundlich bitte. - Eigenhändig weitergeschrieben am 25. Februar 1857 C. de Greiff |          |
| a) Zu förderst vermache ich meinem geliebten Bruder Philipp de Greiff mein hiesiges Haus mit Allem was es enthält, so auch meinen sämtlichen Grundbesitz in der Gemeinde Crefeld. Ich vermache demselben ferner, den ganzen Theil meines Vermögens, welcher nach Abzug der nachstehend verzeichneten Vermächtnisse übrigbleibt. Ich knüpfe daran die brüderliche Bitte, daß es mich freuen würde, wenn mein geliebter Bruder, den resistierenden Capitalen nach Gutdünken ebenfalls eine Bestimmung zu gemeinnützigen wohltätigen zwecken geben zu wollen. |          |
| b) Vermache ich meiner geliebten Nichte, Marianne Rhodius geborene de Greiff meinen ganzen Grundbesitz in der Gemeinde Linn nebst den dazugehörigen Gebäuden. |          |
| c) Bestimme ich dem hiesigen Krankenhaus, durch meine geliebte verewigte Mutter ursprünglich begründet die Summe von Einhundertzwanzig Tausend Thaler | 120.000. |
| d) Zu einem Verpflegungshaus für Dürftige, arbeitsunfähige Männer über das Alter von 65 Jahren bestimme ich Fünfzig Tausend Thaler | 50.000.  |
| e) Ebenso für die Verpflegung dürftiger Frauen im gleichen Alter Fünfzig Tausend Thaler | 50.000.  |
| f) Dem hiesigen evangelischen Waisenhaus vermache ich Fünfzig Tausend Thaler | 50.000.  |
| g) Dieselbe Summe dem hiesigen katholischen Waisenhaus. | 50.000.  |
| h) Zur Verpflegung von Geisteskranken, Blinden und Taubstummen ebenfalls ein Kapital von Fünfzigtausend Thaler | 50.000.  |
| wovon jedoch bloß die Zinsen dürfen verwendet werden. |          |
| i) Zur Unterstützung von 50 dürftigen aber braven Familien, namentlich solche die viele Kinder zu erziehen haben Fünfzig Tausend Thaler | 50.000.  |
| Auch hier dürfen bloß die Zinsen zur Anwendung kommen ist das Capital hypothekarisch zu sichern. Die Verteilung dieser Zinsen soll jedes Jahr am 8. ten Juni, meinem Geburtstag stattfinden. |          |
| k) zum Bau eines geräumigen Leichenhauses auf dem Gottesacker zu Abhaltung der Grabreden, bestimme ich Achttausend Thaler | 8.000.   |
| l) Zur Erweiterung u. Verschönerung des Kirchhofes Viertausend Thaler | 4.000.   |
| m) Zur Errichtung einer städtischen Fleischhalle Zwanzig Tausend Thaler | 20.000.  |
| n) Zur Errichtung einer städtischen Kornhalle Sechs Tausend Thaler | 6.000.   |
| o) Den Armen der Gemeinde Linn ein hypothekarisch anztulegendes Capital von Acht Tausend Thalern | 8.000.   |
| Für dessen Zinsen jedes Jahr im Winter Brot u. Brand zu erteilen sind |          |
| | _______  |
| Thaler | 466.000. |
| |          |
| |          |
| p) Meiner langjährigen Haushälterin Julie Schwartz vermache ich ein Capital von Zwölf Tausend Thaler | 12.000.  |
| q) Den vier Kindern der Witwe Elsner geb. Leendertz in Issum u. Cöln jedem Fünf Tausend Thaler | 20.000.  |
| r) An Heinrich Müller Chr. Sohn Viertausen Thaler | 4.000.   |
| s) An Heinr. F. Montandon desgleichen Vier Tausend Thaler | 4.000.   |
| t) Meine jetzigen vier Domestiken Heinrich Haßlach, der Kutscher Holzbeck u. die beiden Mägde Luise Groskop u. Agnes Feder bekommen nach meinem Ableben, auch wenn sie die Dienste bei mir verlassen haben, jeder Vier Hundert Thaler | 1.600.   |
| u) Neueingetretene Domestiken per Kopf Zwei Hundert Thl. bleibt offen |          |
| v) Dem Ackerknecht Johann Lock in Linn bestimme ich Drei Hundert Thaler | 300.     |
| w) Dem Gärtner Peter Offermann in Linn desgleichen Drei Hundert Thaler | 300.     |
| x) Dem Tagelöhner Hermann Luven in Linn Ein Hundert Thaler | 100.     |
| y) Mein Raseur Siwald Zwei Hundert Thaler | 200.     |
| z) Zu einem Schmuck für Marianne Jordans als Andenken an ihren Taufpaten bestimme ich Ein Tausend Thaler | 1.000.   |
| | _______  |
| Gesamtbetrag Thaler | 509.500. |
| aa) Sollte mein geliebter Bruder früher als ich aus dieser Welt abberufen werden, so fällt alles, was der erste Artikel unter Litera a: demselben bestimmt, an meine liebe Nichte Marianne Rhodius geb. de Greiff anheim. |          |
| bb) Das es die Förderung wohltätiger u. gemeinnütziger Zwecke betrifft, so hoffe ich, daß meine geschätzten Mitbürger deren Namen hier folgen nämlich die Herren Carl Sohmann sen., Heinr. F. Montandon, Dr. Märcklin, Heinrich Helgers, Gustav Molenaar, Emil vom Bruck, Hermann von Beckerath, Peter Winnertz, Abraham Sohmann, gerne meiner freundlichen Bitte Gehör geben werden, zur besten Ausführung der Rubriken: c: d: e: f: g: h: i: k: l: m: n:, ein feststehendes bleibendes Comité bilden zu wollen, um das Ganze ins Leben zu rufen, zu leiten u. zu überwachen. Die Befugnis hierzu soll den Genannten allein u. ausschließlich zustehen. Die Wirksamkeit eines solchen dirigierenden Ausschusses muß notwendig für alle Zeiten erhalten bleiben. Beim Ausfall eines Mitgliedes dieses Comités findet die Ersatzwahl nur durch die Personen statt, welche dazu gehören u. darf die Neuwahl nur auf solche fallen, die sich mennoniten oder evangelischen Glauben bekennen. Hierauf beschränke ich die allgemeinen Bestimmungen. Was nun ferner mein gesamter Vermögenszustand betrifft, so wird Freund Montandon, der in letzter Zeit das Geheimbuch schrieb, hierüber meinem geliebten Bruder vollständig Nachweis geben. Sollte Letzterer durch seine angegriffene Gesundheit verhindert seyn sich mit der Ausführung der vorliegenden Bestimmungen zu befassen, so bevollmächtige ich als Testaments-Exekutoren meine Freunde Carl Sohmann sen. und Heinr.Friedr.Montandon überzeugt, daß diese Herren, meinen vorliegenden letzten Willen in allen Theilen bestens zur Ausführung bringen werden. Ich füge dem, daß ich hier niederschreibe als Schlußwort noch hinzu: An Gottes Segen ist Alles gelegen! - Möge dieser Segen des Vaters den hier erstrebten Zwecken nicht fehlen u. viel Gutes daraus hervorgehen. Crefeld, den fünfundzwanzigsten Februar achtzehnhundertsieben u. fünfzig C. de Greiff |          |

### Nachtrag vom 15. August 1860
| Die Dispositionen meines letzten Willens vom 25. Februar 1857 bleiben in voller Kraft u. sollen dabei bloß die hier bezeichneten Abänderungen eintreten. An H.F.Montandon vermache ich Zwöf Tausend Thaler. An Heinr.Müller Chr. Sohn desgleichen Zwölf Tausend Thaler. An jeden meiner vier Domestiken Sechs Hundert Thaler zusammen Zwei Tausend Vierhundert. |

### Nachtrag vom 12. September 1862
| Dem Gärtner Johann Lock in Linn vermache ich Drei Hundert Thaler. |

### Das Vermächtnis
Cornelius de Greiff vermachte der Stadt testamentarisch eine damals enorme Summe von insgesamt 466.000 Talern. Sein Bruder Philipp de Greiff war nur wenige Jahre vor ihm gestorben und somit trat Marianne Rhodius als die von ihm bestimmte Universalerbin ein. Das Komitee, welches über die zweckmäßige Verwendung seiner Stiftung zu wachen hatte, tat sich jedoch sehr schwer mit der Durchführung, da das Testament Cornelius de Greiffs sehr viel Spielraum für Interpretationen ließ. Oftmals stritt man sich mit der Stadt Krefeld über Sinn und Zweck und letzten Endes um das Geld und seine Verwendung. Seine Nichte Marianne Rhodius wurde das eine oder andere mal sogar um Hilfe gebeten. Um das Geld wie gefordert in unverminderter Höhe seiner Bestimmung zuführen zu können, schenkte sie auf Drängen des Komitees der Stadt Krefeld die alten Fabrikgebäude der Firma ihres Onkels an der Königsstraße. Hier wurde nach preisgünstigem Umbau ein Altenheim eingerichtet, welches als Corneliusstift bekannt wurde.
Viele Einrichtungen wurden entweder sehr spät verwirklicht oder gar anders umgesetzt. So war eine Kornhalle schon zu Lebzeiten von Cornelius de Greiff nicht mehr wirklich erforderlich. Das Komitee fand einen eleganten Ausweg, indem es das Geld für die Kornhalle und jenes für die Fleischhalle, insgesamt 26.000 Taler, in einen Schlachthof investierte. Letzten Endes brauchte man für den Schlachthof aber gar nicht so viel Geld. Die enorme Summe der Stiftung brachte gute Zinsen ein, und so entschied man für nochmal die gleiche Summe eine Markthalle zu bauen. Damit man dem Stifter halbwegs gerecht werden konnte, sollte ein Fonds dafür sorgen, dass die Standpreise stets ein Drittel unter den üblichen Standpreisen liegen würde. Den Bau der Halle finanzierte man letzten Endes wieder nur aus den Zinsen der Stiftung und mit Geld, das abermals von Marianne Rhodius aus eigenen Mitteln hierfür gespendet wurde.

## De-Greiff-Säule

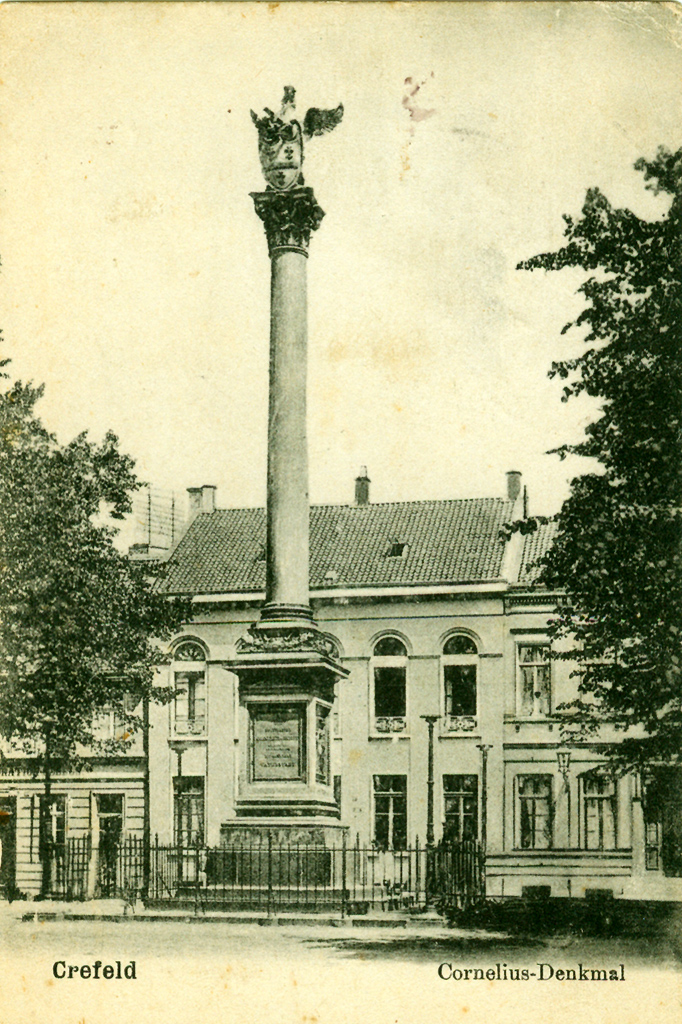
De-Greiff-Säule (um 1905)

Schon bald nachdem das großzügige Testament Cornelius de Greiffs bekannt geworden war, wurde der Ruf nach einem Denkmal immer lauter. Es sollte das erste Denkmal sein, das die Stadt Krefeld überhaupt errichten würde. Nach etlichem Hin und Her bezüglich des Standorts, des Aussehens und auch der Kosten weihte die Stadt ihm zu Ehren am 22. August 1865 auf dem Ostwall die de-Greiff-Säule ein. Das Denkmal bestand aus einem quadratischen Granitsockel mit vier Reliefs aus Bronze mit einer Inschrift, dem Stadtwappen und einer Widmung. Auf dem Sockel stand eine schlanke korinthische Weihesäule aus schlesischem Marmor mit einem krönenden Greifen aus Bronze, dem selbst gewählten Wappentier de Greiffs. Der junge Architekt Adolf Heyden (Sohn des Krefelder Stadtbaurats Friedrich Wilhelm Heyden) entwarf die Denkmalarchitektur, der Berliner Bildhauer Julius Moser gestaltete den Greif.
1943 wurde das Denkmal bei einem Bombenangriff der Alliierten weitgehend zerstört. Die Säule stürzte um, und Teile von ihr gingen zu Bruch. Die Bronzefiguren waren schon vorher zur Metallgewinnung für Rüstungszwecke abgenommen und eingeschmolzen worden. Zum 100. Todestag von Cornelius de Greiff wollte man die Säule wiederaufstellen. Doch die Stadt Krefeld gab sich keinerlei Mühe ein adäquates Äquivalent zu errichten. Man verwendete stattdessen lediglich die noch vorhandenen Teile um daraus für rund 22.000 DM ein neues Gebilde anzufertigen. Die neue Säule hatte keinen Sockel, die verlorenen Embleme und Gedenkplatten aus Bronze wurden nicht ersetzt. Ebenso fehlte der einst die Säule krönende Greif. Die Säule hatte man durch Sandstrahlen mattieren lassen um die Beschädigungen an der einst glatten, polierten Oberfläche durch den Krieg zu vertuschen. Übrig blieb also nur ein kleiner Stumpf, der in keiner Weise an das stolze Denkmal von einst erinnerte. Dass man sich hier wohl offensichtlich etwas zu viel künstlerische Freiheit herausgenommen hatte, wurde alsbald auch den Stadtobersten klar, als das neue Denkmal nur Hohn und Spott erntete. Schon kurz nach ihrer Errichtung ließ die Stadtverwaltung daher die Säule beschämt in einer Nacht-und-Nebel-Aktion wieder entfernen. Völlig geheim konnte die Aktion nicht gehalten werden: Schon kurz nach Beginn der Arbeiten organisierten sich spontan einige wenige Krefelder Bürger zum Gedenken an Cornelius de Greiff. Eine kleine Musikkapelle spielte zunächst Trauermusik und beim Abrücken des Bautrupps den Gassenhauer Wir versaufen unsrer Oma ihr klein Häuschen, mit dem der Umgang mit dem Denkmal als Banausentum charakterisiert wurde.
Die Fragmente der Säule lagern seither unbeachtet und von Hecken überwuchert auf dem Betriebshof des städtischen Tiefbauamts und warten auf eine Restaurierung. Viele Krefelder Bürger fordern die Wiederaufstellung der Säule an ihrem ursprünglichen Platz.

## Andenken
Zum hundertsten Jahrestag der Geburt von Cornelius de Greiff dankte die Stadt ihrem Wohltäter mit einer großen Feier. Er wurde posthum zum Ehrenbürger von Krefeld ernannt.
Das Krefelder Seniorenheim „Cornelius-de-Greiff-Stift“ sowie die De-Greiff-Straße sind nach Cornelius de Greiff benannt.